# Tavertet (kommunhuvudort)
Tavertet är en kommunhuvudort i Spanien.   Den ligger i provinsen Província de Barcelona och regionen Katalonien, i den östra delen av landet, 500 km öster om huvudstaden Madrid. Tavertet ligger 927 meter över havet och antalet invånare är 153.
Terrängen runt Tavertet är huvudsakligen kuperad. Tavertet ligger uppe på en höjd. Runt Tavertet är det glesbefolkat, med 14 invånare per kvadratkilometer. Närmaste större samhälle är Vic, 15,3 km sydväst om Tavertet. I omgivningarna runt Tavertet växer i huvudsak blandskog.